# Vi reser ett tecken
Vi reser ett tecken är en nattvardspsalm med text skriven 1980 av Jonas Jonson och musiken är skriven 1980 av Per Harling.

## Publicerad i
- Den svenska psalmboken 1986 som nr 398 under rubriken "Nattvarden".
- Psalmer och sånger 1987 som nr 427 under rubriken "Kyrkan och nådemedlen - Nattvarden".[1]
- Sång i Guds värld Tillägg till Svensk psalmbok för den evangelisk-lutherska kyrkan i Finland 2015 som nr 873 under rubriken "Gudstjänstlivet".